# 利奧納德·薩克斯

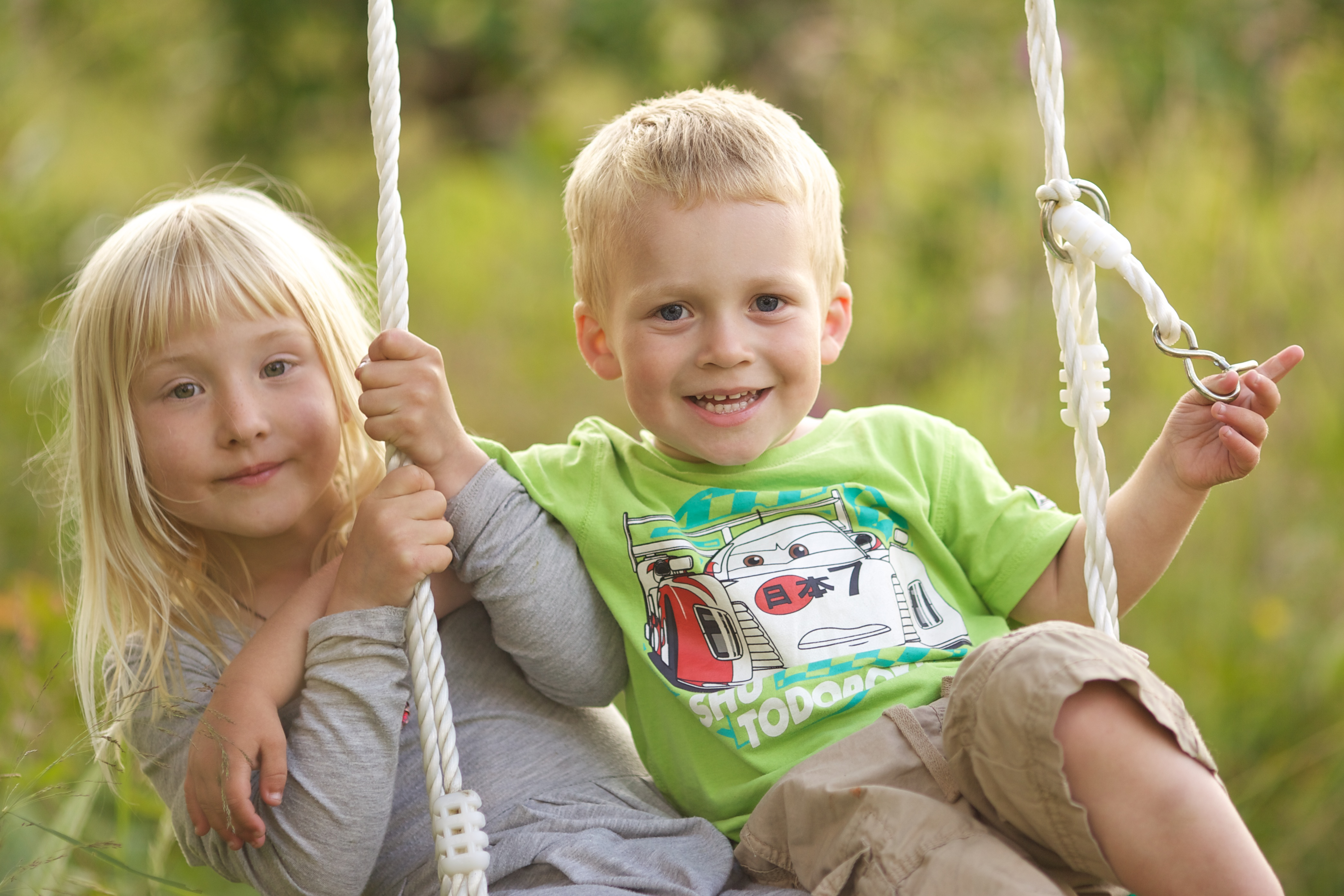
利奧納德·薩克斯主張，男孩與女孩有天生的差異，教養與教育也應該考慮這樣天生的差異而提供適當的環境。

利奧納德·薩克斯（Leonard Sax）是一位美國知名的心理學家和家庭醫生。 他以三本心理學混和親子教養建議的書籍知名，這三本書分別是《養男育女調不同》（Why Gender Matters）、《浮萍男孩》（Boys Adrift）與《棉花糖女孩》（Girls on the Edge）。他也是單性公共教育協會的創始人和執行主任。
薩克斯強調男女性別有所差異，而且主張教育也需提供不同環境，此看法目前有正面與反面的爭議。透過薩克斯自己在網站的說法，他之所以寫作《浮萍男孩》與《棉花糖女孩》這兩本書，主要是為了提醒大眾現今男孩與女孩有相當大的差異性。薩克斯描述「有越來越多的女孩與過去不同，充滿了焦慮，抑鬱和疲累的心態，能告訴你她們的行動，但卻很難告訴你她們對自己的認同感」此外，他也描述了「有越來越多的男孩不但從學校脫節，也從現實世界脫節，現今的男孩越來越多地受到電子遊戲的影響，缺乏動機，寧可待在安逸的虛擬世界觀看漂亮女孩圖片，卻缺乏主動追求的經驗」。

## 生平
薩克斯於1980年自麻省理工學院獲生物學優異學士學位。1986年，他在賓州大學修完了合併碩博士的學程後，正式取得心理學博士學位。1989年，他在蘭開斯特總醫院（Lancaster General Hospital）完成3年的實習工作。1990年，他在馬里蘭州蒙哥馬利縣開設了一家名為普爾斯維爾家庭醫學（Poolesville Family Practice）的診所，提供家庭醫療相關諮詢。他在2008年春天退休，不再從事醫療開業行為。

## 論點與書評
薩克斯的三本書皆以許多強調性別差異的心理學實驗佐證，並輔以當今社會與過去社會的差異來加強他的論點。特別的是，他也會提及自己在家醫診所接受病人諮詢的經歷，和各種家長的故事來使讀者理解他的主張，也就是男孩與女孩有天生的差異，教養也應該考慮這樣天生的差異而提供適當的環境。
《時代雜誌》在2005年3月7日曾將薩克斯的主張引述到封面故事中，主張「近日性別差異已開始成為廣泛討論的議題，認為男女都應該接受同樣平等教育方式的人，也許需要開始聽聽薩克斯的看法，男孩和女孩天生就有不同之處，環境必須依據這些不同之處來改變，而非企圖不斷減少或限制其差異」。2006年6月11日，紐約時報的大衛·布魯克（David Brooks）專欄中也評論了薩克斯博士的第一本書《養男育女調不同》提供大眾「一個關於男性女性大腦差異的清晰指南」。
2007年12月，薩克斯博士出版名為《浮萍男孩》的第二本書。從學校教育男孩的方式可能造成男孩的學習動機低落，一直談到電玩，過動症藥物與環境雌激素造成的影響，並在最後提供五個解決辦法的建議。該書在美國醫學協會雜誌（JAMA）完成了論文引用和內容審查。審查評論該書是「有力和令人信服地提出論述」並「提供卓越和翔實的參考資料和信息」。
《棉花糖女孩》書中則描述現代女孩的四個現象，例如過度的以「看起來怎樣」取代了「對自己的探索」，且和同伴在網路世界過度連結，造成「網路泡泡」現象（Cyberbubble：意指虛擬的密封小團體現象），並缺乏與自己內在的連結，以及過度的聚焦與偏執，忽視了生活全面的平衡等，最後三章提供具體的解決方式與建議。此書出版後則被圖書館期刊（Library Journal）定位為「為家長和教師的必備讀物...論述現今青少女發展最發人深省的書本之一」，同一時期，美國喬治亞州亞特蘭大的艾默理大學教授馬克·布赫連（Mark Bauerlein）在美國高等教育紀事審查本書時亦表示「家有女孩與青少女的家長適讀」。書目雜誌（Booklist）也稱該書為「有說服力的，引人入勝。充滿全面且發人深省的呼籲，可幫助這一代的年輕女性發展出更良好的自我意識，使她們成人之路更為廣闊」。2011年1月，大西洋雜誌則評論該書是「描述美國女孩與青少女現況最全面的一本書」。

### 演說
薩克斯受過許多知名英語媒體採訪，其中最廣為人知的是2005年2月，2007年7月美國節目《今日秀》（The Today Shows）採訪。當時由馬特·勞厄爾（Matt Lauer）採訪他關於男孩喪失動機的原因與內容，同時也是該週時代雜誌封面的主題。阿爾·羅克爾〈AI Roker〉則是採訪關於《養男育女調不同》書中內容。2008年1月，薩克思接受加拿大全國廣播的採訪。澳洲《今日秀》主持人潔西卡·羅〈Jessica Rowe〉也訪談過他，2008年5月，紐西蘭的媒體Channel One則是採訪關於單性公共教育政策建議的主題 。英國的泰唔士報曾以整版專題討論薩克斯的主張。每日郵報則在2008年1月採用另一篇薩克斯的文章
。
2010年5月，美國有線電視新聞網（CNN）的節目《美國早晨》以《棉花糖女孩》作為專題並邀請薩克斯進行演說，討論社群媒體與簡訊溝通對現代青少女造成的改變 。該月則又以「學校內過動症藥物濫用現象」邀請薩克斯再作為來賓發表意見。同月紐西蘭也採訪薩客斯一起討論今日女孩的網路過度連結現象。

## 爭議
一位賓州大學語言學和電腦科學教授，馬克·利伯曼（Mark Liberman）曾經針對薩克斯的第一本書《養男育女調不同》，提出質疑，在利伯曼教授的部落格－語言學日誌（Language Log）上聲稱 ，薩克斯引用關於性別問題實驗結果的部份出了嚴重的錯誤，也就是這些關於男生女生聽力，視力，以及情緒和語言之間等性別差異的實驗，在設計當初，可能因年代久遠，有某些並沒有使用公正的方法，但薩克斯完全沒有提及這些，2011年，薩克斯針對利伯曼教授的諸多疑點一一提出了回覆，並承認，有些他引用的實驗，可能是「過時或不準確」的，不過利伯曼教授之後並沒有回應。薩克斯並透過書本的再版，修正或不引用這些有疑點的實驗結果，該書在2005年出版，2007年和2009年都透過第三方審查進行修正 ，2010年10月，針對最有疑點的第十章節「男生女生聽力天生不同」中，大幅「擴充，更新與糾正」其中引用的實驗內容。
薩克斯所主張的單性公共教育，也受到不少質疑。2008年，自由作家伊麗莎白·韋爾（Elizabeth Weil）在紐約時報雜誌登出一篇長文，引用劍橋大學的邁克爾·楊格教授（Michael Younger），與賓州大學利伯曼教授的說法，一半針對單性公共教育，例如紐約市哈林區的女校青少女領導學校（Young Women’s Leadership School），一半針對薩克斯的觀點，提出警語「許多學者和先進機構往往會發現薩克斯的觀點陳腐且令人發怒」。薩克斯對此文的回應是：「該文充滿了不實的陳述與歪曲」。
此外，2007年12月美國醫學協會雜誌（JAMA）也曾針對《浮萍男孩》一書提出正反面的審查結論，其中正面的是「該書在關於如何提高兒子學習動機，如何在電腦遊戲中設立適當的限制，如何保護兒子減少心靈藥物或環境雌激素威脅等章節，該書都強而有力提供家長切實可行的建議」負面的是「如何避免賴家王老五的出現（意指無心向學，賴在家裏依靠爸媽的成年男子，可參看尼特族），則僅提供流行現象與讀者意見，並未提供有效可佐證的學術論文，是該書最薄弱的一個章節」。
黛安·哈彭（Diane F. Halpern）的文章〈偽科學：談單性公共教育〉（The Pseudoscience of Single-Sex Schooling）中也對薩克斯的單性教育分針與實踐法，例如薩克斯主張：「不應直瞪視男孩子的眼睛」提出許多質疑。
美國公民自由聯盟也質疑薩克斯收費高昂的顧問建議中，存在某些沒有支持性的論點：例如「學校老師教育方法需男女有別，只因為女孩有更好的聽力，更容易受到聲響而分心，教師就應該對女孩子輕聲細語。而男孩子聽力較差，反而因為容易受到聲響而提高注意力，教師就應該對男孩子提高聲量。」以及「因男孩在壓力下會有較好表現，女孩相反，所以教師在考試時最好男女有別，並給女孩子不受限的考試時間。女孩甚至應該在教室中將鞋子脫掉，因實驗證明這對他們的思考更有幫助」還有「因男孩較容易對嚴格的權益紀律有反應，所以男孩可以被打屁股，反之，女孩不可」。
薩克斯主張對男孩可施以體罰，也根本上違反了聯合國《兒童權利公約》。

## 學術論文
- 2010年 〈PET（聚对苯二甲酸乙二酯）可能會產生內分泌干擾物。〉《健康展望期刊》，4月出版，NIH/NIEHS網站可取得完整文。[31]
- 2006年 〈六度分隔理論：教師需要了解最新關於性別差異的科學研究〉《教育曙光》，春季出版, 第190–200頁。
- 2004年 〈婦女過動症的診斷與治療〉《女性病人雜誌》 。 29，第29-34頁。
- 2003年 〈膳食磷（Dietary Phosphorus）對女孩不好，但並非也對男孩不好〉《食品與營養年度特刊》，英國倫敦，泰勒弗朗西斯出版社出版, 第158–168頁。
- 2003年 〈是誰先建議過動症的診斷？關於家庭醫生，兒科醫生，兒童精神科醫生的問卷研究〉《家庭醫學年刊》。 1 第171-174頁。(與Kathleen J. Kautz合著）
- 2003年 〈哲學家尼采之所以得到老年痴呆症的原因是？〉 《醫學傳記雜誌》 。 11 第47-54頁。
- 2002年 〈雌雄同體有多常見？〉《性別研究雜誌》 。 39 ，第174-178頁。
- 2002年 〈也許男人和女人是不同的〉《美國心理學家雜誌》 7月號：第444-445頁。
- 2001年 〈醫學研究所之膳食營養素參考攝入量觀察：磷是一個重要的觀點〉 《美國營養學院雜誌》。 20，第271-278頁。
- 2001年 〈改造：使幼稚園不要危害小男孩的發展〉《男性與男子氣魄心理學》。2 ，第3-12頁。
- 1991年 〈時空一體化的特點，在內側前腦束刺激的啟動和獎賞效應〉《行為神經科學》。105，第884-900頁。（與C. R. Gallistel合著）
- 1984年 〈悖論：自我刺激的時空集成〉《行為神經科學》。 98 ，第467-468頁。

## 出版
- 《養男育女調不同：大腦不同，學習型態不同，情緒表達方式不同，教養方法當然應該不同！》（Why Gender Matters）譯者：洪蘭，遠流出版社出版，ISBN：9573257041，2006年1月1日。
- 《浮萍男孩：發現男生缺乏動機的因素，再造獨立負責的男兒本色》（Boys Adrift）譯者：洪蘭，遠流出版社出版，ISBN：9789573263128，2008年5月30日。
- 《棉花糖女孩：充實甜美外表下的空洞心靈，教養出自信健康的生命舵手》（Girls on the Edge）譯者：洪蘭，遠流出版社出版，ISBN：9789573268062，2011年7月1日。

## 外部連結
- 養男育女調不同 英文官方網站（页面存档备份，存于）
- 浮萍男孩 英文官方網站（页面存档备份，存于）
- 棉花糖女孩 英文官方網站
- 單性公共教育協會網站（页面存档备份，存于）
- 薩克斯個人官方網站（页面存档备份，存于）